# Da Da Dam
«Da Da Dam» (укр. «Да-да-дам») — пісня, з якою фінський співак Paradise Oskar представляв Фінляндію на пісенному конкурсі Євробачення 2011. Композиція отримала 57 балів, і посіла 21 місце .
У пісні розповідається про хлопчика, який наполегливо намагається врятувати планету . Музика та слова написані самим Paradise Oskar.